# Zoran Tucić
Zoran Tucić (Šabac, 30 ottobre 1961) è un fumettista e illustratore serbo.
Fra i suoi lavori principali si possono citare "Vorloh" (sceneggiatore: Ljuan Koka, Aleksandar Timotijević), "Niti snova o moći" (sceneggiatore: Koka) e "Third argument" (sceneggiatore: Milorad Pavić, Zoran Stefanović) e "Adam Wild" (Gianfranco Manfredi).
Tucić è anche presidente dell Associazione dei fumettisti serbi (Udruženje stripskih umetnika Srbije).